# Селянин
 Тази статия е за човека.  За селото в България вижте Селянин (село).  
Селянин е или жител на село:с. 877, или представител на социална класа, който се прехранва, като обработва земята и/или отглежда добитък на село. Такива са както дребните собственици на обработваема земя, така и наемните селскостопански работници. Първоначално терминът се е отнасял за дребните земеделци в Европа от различни исторически периоди, но представители на тази социална класа има в много други общества, исторически и съвременни.
Селската икономика използва сравнително прости технологии и разделение на труда по пол и възраст. Основните производствени единици са семейството или домакинството, а отличителна черта на селското стопанство е самозадоволяването. Селските семейства консумират съществена част от произведената от тях продукция и макар че известна част от нея може да е предназначена за пазара, общият обем на производството на домакинството не надвишава много онова, което му е необходимо за живот. Производителността на труда и продукцията от единица площ са ниски.
Селяните като социална класа съставляват болшинството от работещите в пред-индустриалното общество (преди индустриалната революция). По някои оценки през Средновековието 85% от населението са селяни. Броят на селяните намалява с индустриализацията на обществото. Това се дължи на въвеждането на механизация в земеделието и животновъдството, което води до уедряване на обработваемата земя и промишлено отглеждане на животните. Като последица жителите на селата остават без работа и мигрират към градовете.